# オープン・ファイアー
『オープン・ファイアー』(Open Fire)は、アメリカ合衆国のハードロック・バンド、Y&Tが1985年に発表したキャリア初のライブ・アルバム。

## 背景
「オープン・ファイアー」と「ゴー・フォー・ザ・スロート」はカリフォルニア州パロアルトにおけるライブ録音で、その他ロンドン公演やサンフランシスコ公演の音源も使用された。ただし、「サマータイム・ガールズ」のみスタジオ録音の新曲で、カリフォルニア州のサウンド・シティ・スタジオにおいて、ケヴィン・ビーミッシュのプロデュースにより録音された。なお、この曲でバッキング・ボーカルを務めたジョン・ナイマンは、後に再結成Y&Tの正式メンバーとなっている。
「25アワーズ・ア・デイ」は、Y&Tの前身バンド「イエスタデイ・アンド・トゥデイ」の曲である。

## 反響・評価
バンドの母国アメリカでは、17週Billboard 200入りし、1985年9月7日付のチャートで最高70位を記録した。スウェーデンのアルバム・チャートでは3回（6週）連続でトップ50入りし、最高43位となった。
Eduardo Rivadaviaはオールミュージックにおいて5点満点中4点を付け「標準的なライブ・アルバムを超えた内容とまでは言えないが、これらの演奏とスタジオにおける写しを比較すると、同じバンドとは思えないほど素晴らしい」「美しくカタルシスを喚起するアンコールの最終曲"I Believe in You"を聴けば、誰もが楽しく家に帰れることだろう」と称賛する一方、本作が初出の新曲「ゴー・フォー・ザ・スロート」と「サマータイム・ガールズ」に関しては「さほど印象的ではない」と評している。

## 収録曲
全曲ともY&T作。
1. オープン・ファイアー - "Open Fire" – 4:24
2. ゴー・フォー・ザ・スロート - "Go for the Throat" – 4:50
3. 25アワーズ・ア・デイ - "25 Hours a Day" – 4:20
4. レスキュー・ミー - "Rescue Me" – 5:52
5. サマータイム・ガールズ（スタジオ・ヴァージョン） - "Summertime Girls" – 3:27
6. フォーエヴァー - "Forever" – 5:53
7. バールーム・ブギ - "Barroom Boogie" – 4:33
8. アイ・ビリーヴ・イン・ユー - "I Believe in You" – 8:02

### ボーナス・トラック
2007年にマジェスティック・ロック・レコードから発売されたイギリス盤再発CD (MAJCDSP053)には、下記のボーナス・トラックが追加された。
1. "Midnight in Tokyo (Live)"
2. "Hell or High Water (Live)"

## 参加ミュージシャン
- デイヴ・メニケッティ - ボーカル、ギター
- ジョーイ・アルヴィス - ギター、バッキング・ボーカル
- フィル・ケネモア - ベース、バッキング・ボーカル
- レオナード・ヘイズ - ドラムス、パーカッション

アディショナル・ミュージシャン
- ビル・コスタ - バッキング・ボーカル
- ジョン・ナイマン - バッキング・ボーカル